# Wasco (Oregón)
Wasco es una ciudad ubicada en el condado de Sherman en el estado estadounidense de Oregón. En el año 2000 tenía una población de 381 habitantes y una densidad poblacional de 151.7 personas por km².

## Geografía
Wasco se encuentra ubicada en las coordenadas 45°35′31″N 120°41′54″O / 45.59194, -120.69833.

## Demografía
Según la Oficina del Censo en 2000 los ingresos medios por hogar en la localidad eran de $35,917 y los ingresos medios por familia eran $39,375. Los hombres tenían unos ingresos medios de $30,500 frente a los $21,875 para las mujeres. La renta per cápita para la localidad era de $17,917. Alrededor del 11.9% de la población estaban por debajo del umbral de pobreza.